# 12 Eskadra Wywiadowcza

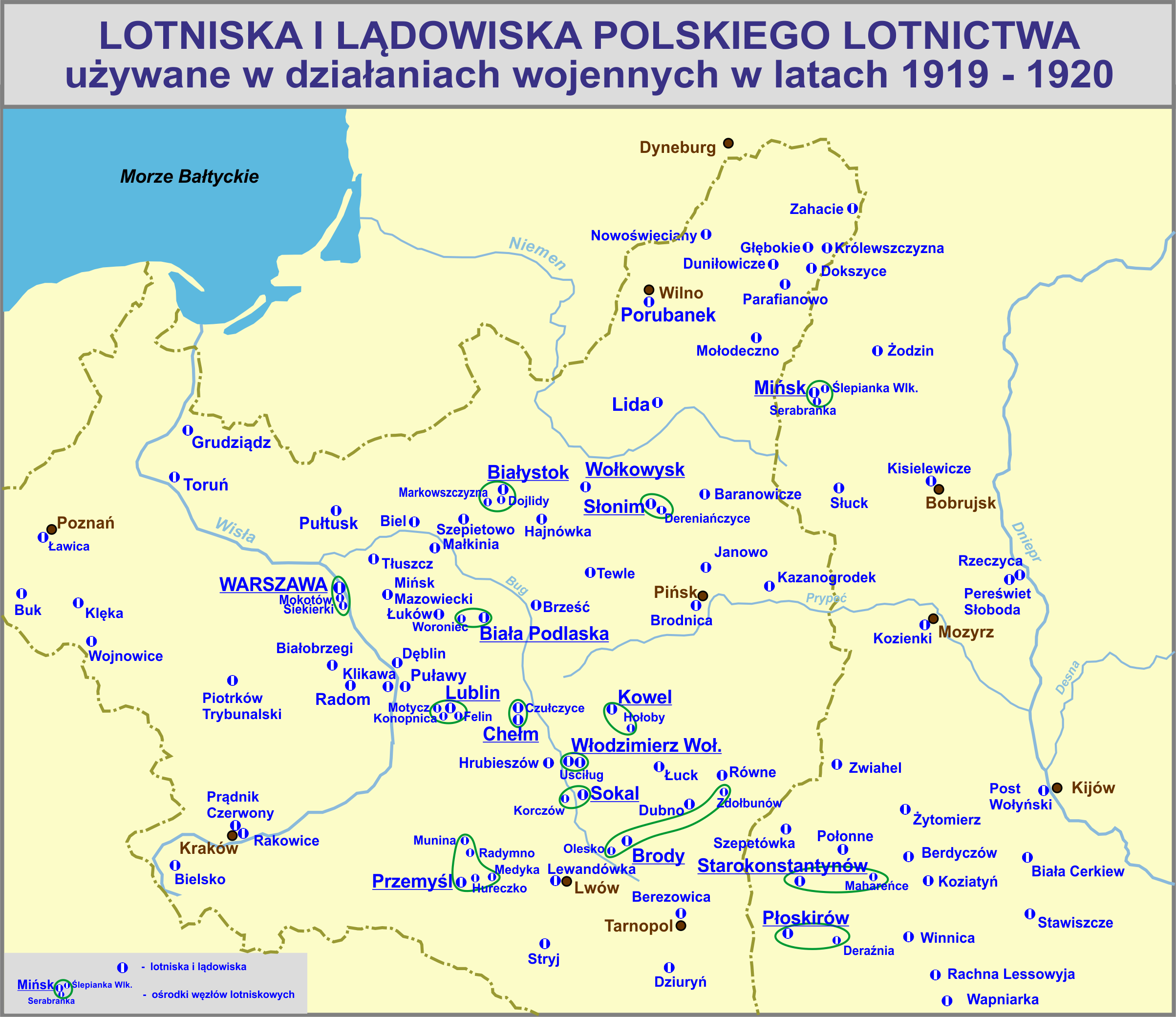

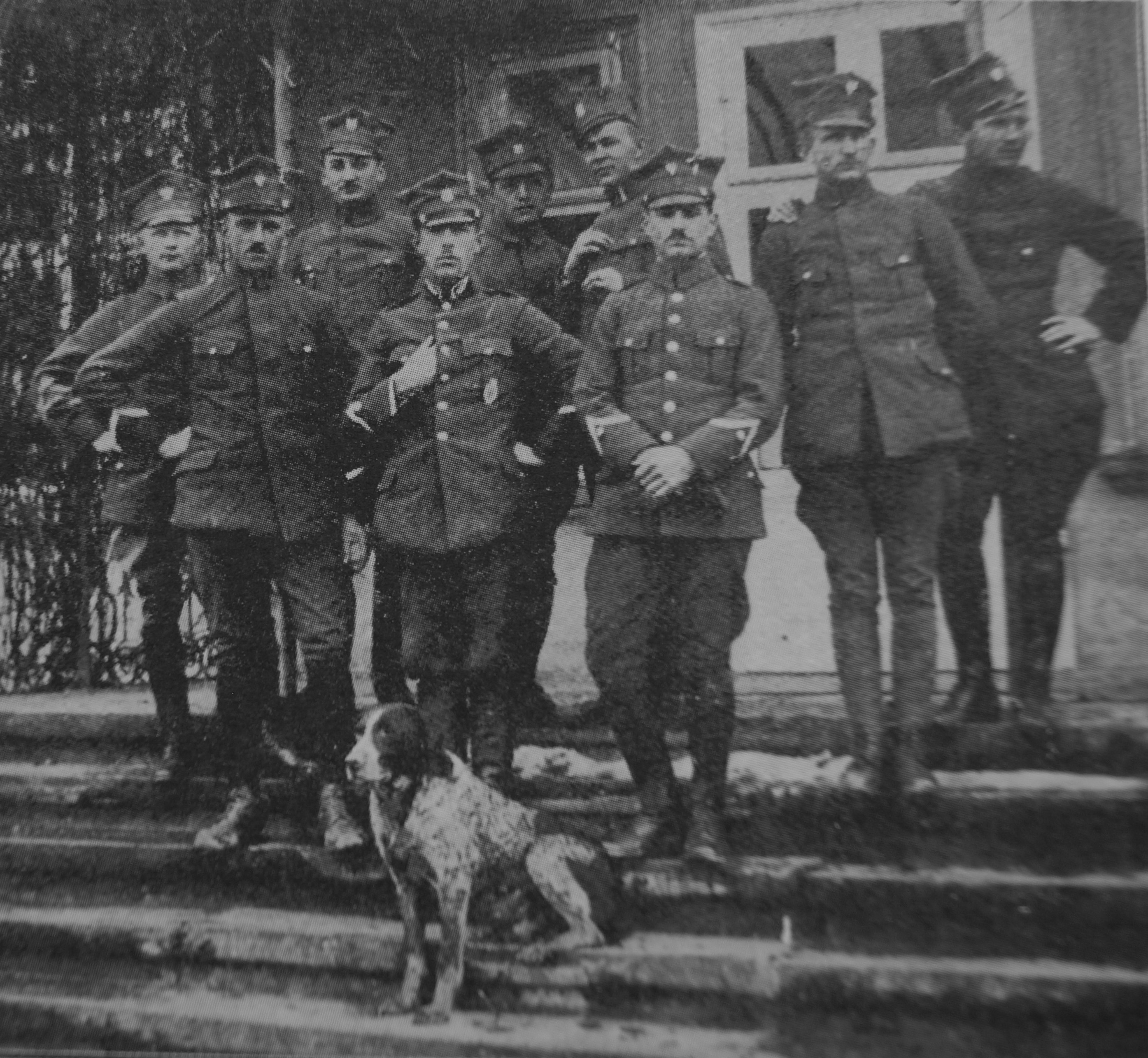
Lotnicy 12-ej eskadry wywiadowczej w Przemyślu; marzec 1919

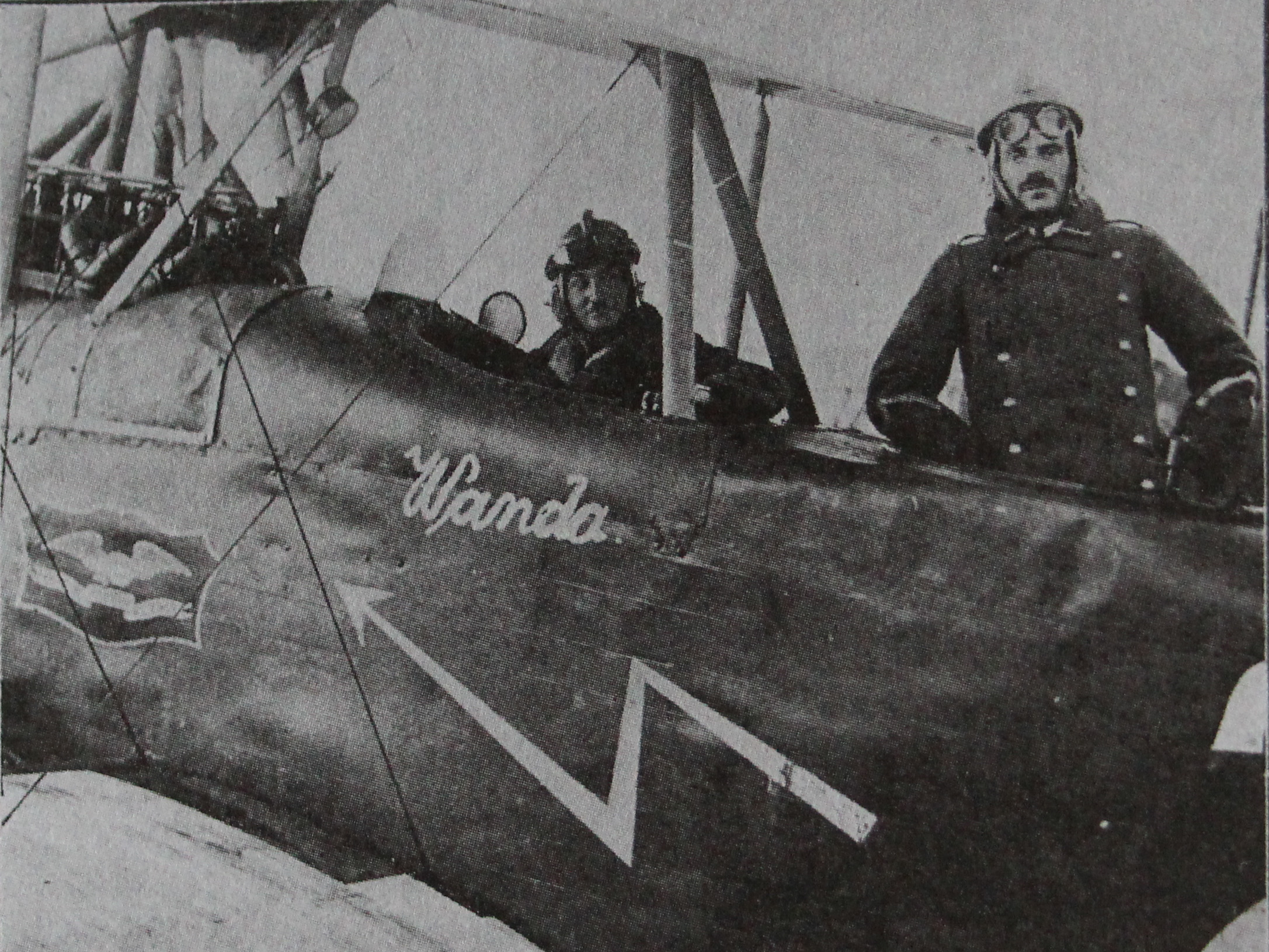
Dowódca 15 puł ppłk Władysław Anders w samolocie sierż. Kazimierza Burzyńskiego z 12 eskadry wywiadowczej

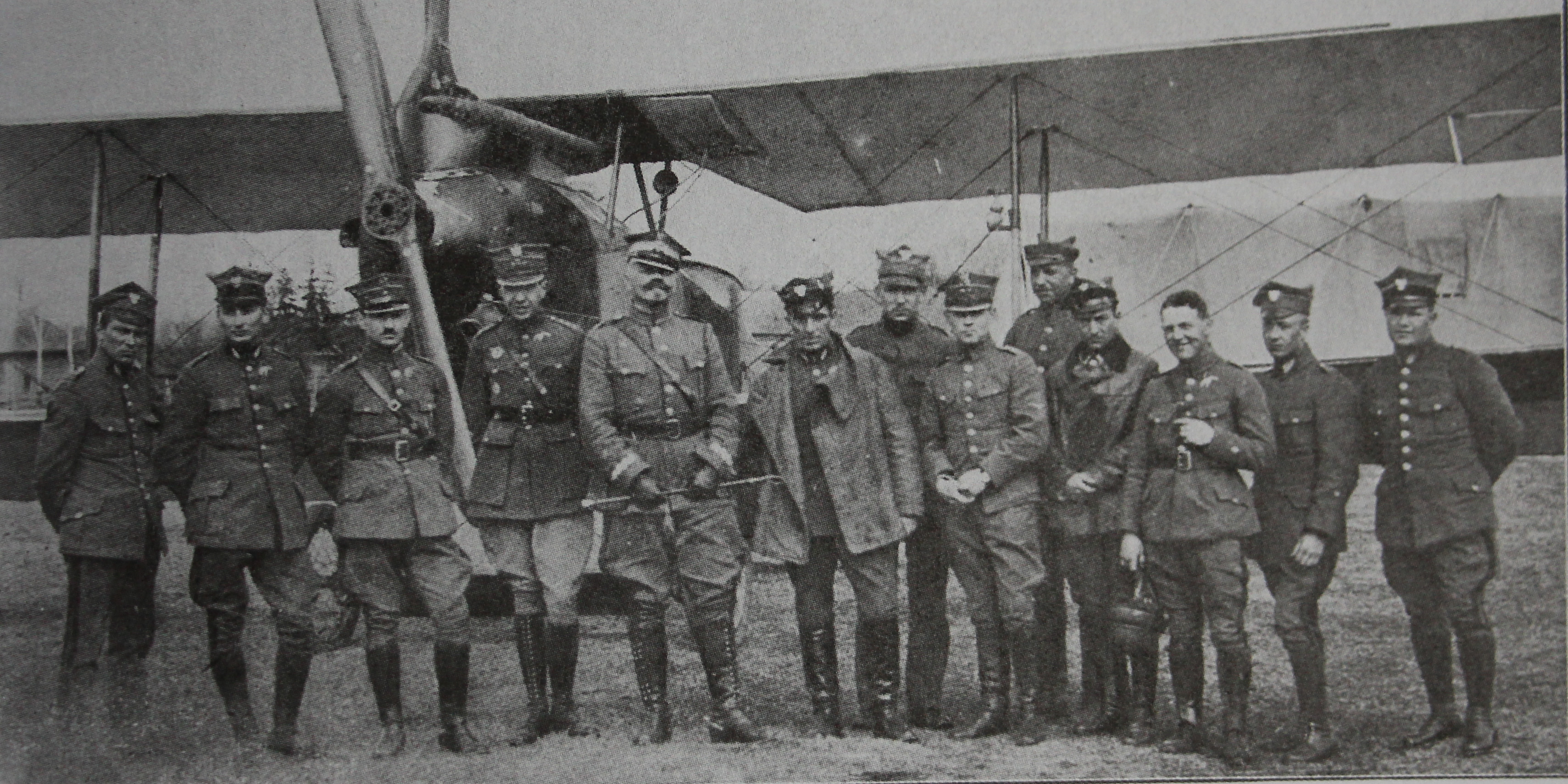
Dowódca 14 DP gen. Daniel Konarzewski wśród lotników eskadry

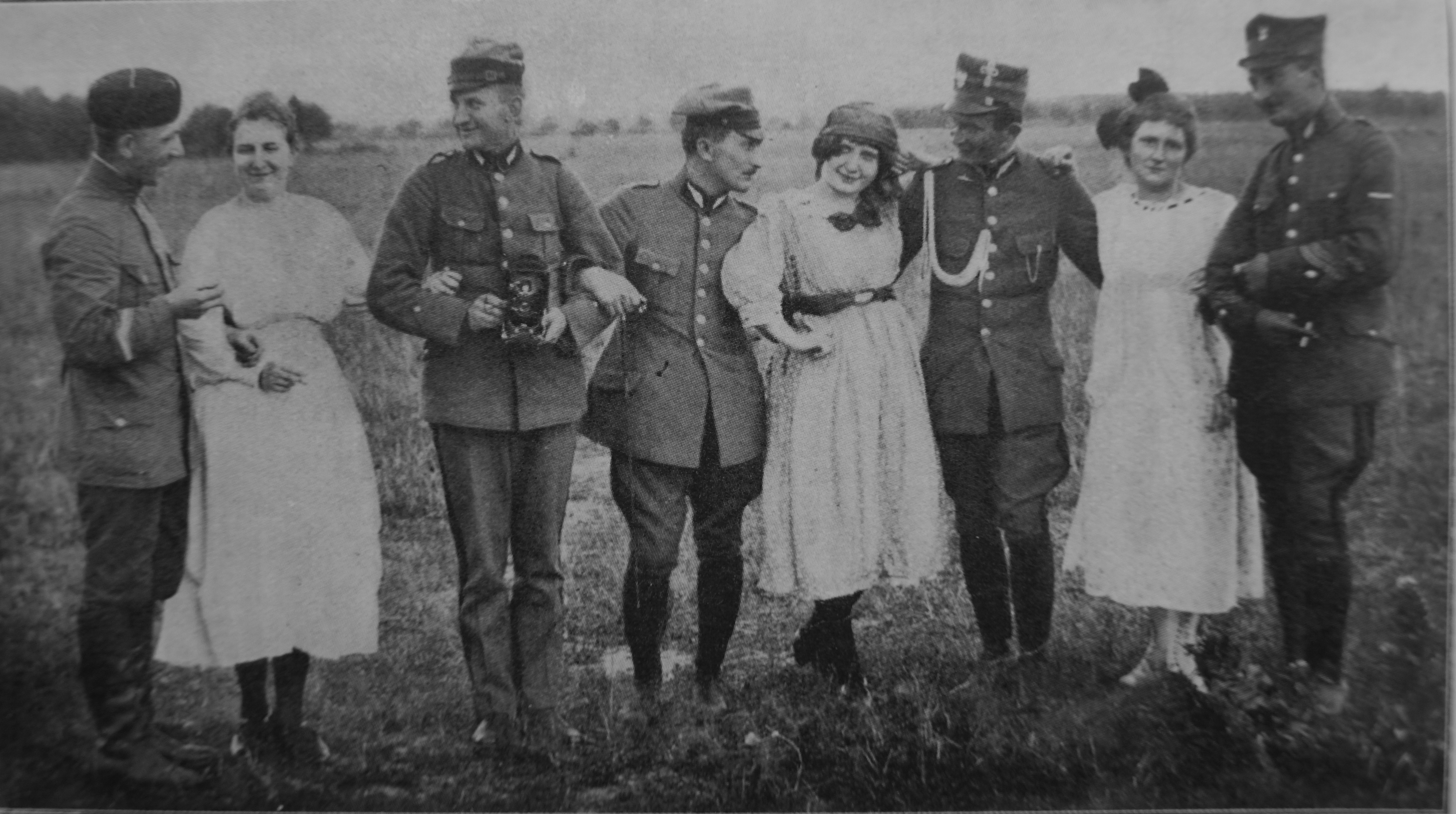
Lotnicy eskadry w chwilach wolnych

12 eskadra wywiadowcza – pododdział lotnictwa rozpoznawczego Armii Wielkopolskiej i Wojska Polskiego w II Rzeczypospolitej.
Eskadra sformowana została w 1919 na lotnisku Ławica w Poznaniu jako 1 Wielkopolska eskadra polna. Brała udział w wojnie polsko-ukraińskiej i polsko-bolszewickiej. W 1920 przemianowana na 12 eskadrę lotniczą, a później 12 wywiadowczą. Po wojnie weszła w skład 1 pułku lotniczego w Warszawie. W związku z reorganizacją lotnictwa, w 1925 powtórnie przemianowana w 12 eskadrę lotniczą.
Godło eskadry:
- „biała błyskawica”[1]
- odznaka honorowa – „Za obronę Kresów Wschodnich”[2].

## Formowanie, zmiany organizacyjne i walki

### 1 Wielkopolska eskadra polna
12 lutego 1919 gen. Gustaw Macewicz wydał rozkaz organizacyjny, na podstawie którego przystąpiono na lotnisku Ławica w Poznaniu do formowania 1 Wielkopolskiej eskadry polowej.
Według etatu, w skład eskadry miało wchodzić 6 pilotów, 4 obserwatorów, 2 strzelców pokładowych oraz 20 podoficerów i 115 szeregowych różnych specjalności. Pierwsze wyposażenie eskadry stanowiło sześć samolotów, w tym pięć wywiadowczych typu LVG C.V i jeden myśliwski Albatros D.Va. Na swoim wyposażeniu eskadra posiadała także 4 samochody, 1 motocykl i kilka wozów konnych.
Rozkazem Sztabu Generalnego nr 487/I z 9 stycznia 1919, eskadra weszła w skład I Grupy Lotniczej dowodzonej przez kpt. pil Romana Florera.
Z początkiem marca rozpoczęła się ofensywa ukraińska. Przerwana komunikacja kolejowa pomiędzy Lwowem a Przemyślem powodowała, że obrońcy Lwowa odcięci zostali od zaopatrzenia, a oddziały polskie walczące w rejonie Lwów – Gródek znalazły się w okrążeniu.
14 marca eskadra skierowana została na front wschodni pod Przemyśl i operacyjnie podporządkowana dowódcy Grupy Wielkopolskiej płk. Danielowi Konarzewskiemu. Wraz z 5 i 9 eskadrą wywiadowczą utworzyła II Grupę Lotniczą.
W tym czasie eskadra posiadała 5 pilotów, 4 obserwatorów, 3 oficerów i 146 żołnierzy.
W kwietniu realizowano działania o kryptonimie „Jazda”. Jej celem było uzyskanie przez oddziały polskie rozszerzonych podstaw do przeprowadzenia ofensywy na froncie ukraińskim. 1 kwietnia eskadra otrzymała jeden samolot LVG C.V jako uzupełnienie, a rozbity 12 kwietnia Albatros D.V został zastąpiony przez Albatros D.III. Eskadra dysponowała ogółem sześcioma samolotami typu LVG C.V.
Eskadra atakowała oddziały ukraińskie w rejonie Glinnik i Pustomyt. W tej fazie walk wykonano 33 fotografie rejonów rozmieszczenia nieprzyjaciela, dokonując jednocześnie ostrzału jego pozycji z broni pokładowej. Zrzucono też około 400 bomb lotniczych. Celem poprawienia skuteczności, ataki bombowe i szturmowe wykonywano z małej wysokości. Narażało to jednak załogi na ogień karabinów maszynowych nieprzyjacielskiej piechoty. Sierż. pil. Franciszek Jach w czasie rajdu na Rajtarowice zestrzelił myśliwcem Albatros D.III 9 maja balon obserwacyjny. Jednak, krótko potem, sam został zestrzelony przez sowiecką piechotę. Pilot dostał się do niewoli, ale po kilku dniach udało mu się z niej zbiec.
W tym czasie eskadra prowadziła dalekie rozpoznanie na korzyść dowództwa armii gen. Wacława Iwaszkiewicza. Samoloty latały aż po Stryj. W miarę sukcesów wojsk lądowych, eskadrę przebazowano początkowo do Medyki, a później do Stryja. W toku działań utraciła z różnych przyczyn kilka samolotów; wśród uzupełnień były nowe typy: szturmowy Albatros J.I (8 maja) i wywiadowcze DFW C.V i Rumpler C.VII (w czerwcu).
Po oswobodzeniu Małopolski Wschodniej, 10 czerwca 1919 eskadra wróciła do Poznania.
Naczelna Rada Ludowa uhonorowała zasługi bojowe eskadry w czasie kampanii polsko-ukraińskiej nadaniem plakietki „Za obronę kresów wschodnich”. Wyróżnienie to umieszczano na samolotach bojowych eskadry.
Po powrocie eskadra weszła w skład Frontu Wielkopolskiego. Stacjonując na lotnisku Wojnowice, prowadziła działania rozpoznawcze.
3 września eskadra po raz kolejny poleciała na wschód, tym razem na Front Litewsko-Białoruski. Weszła tam w skład 1 Dywizji Strzelców Wielkopolskich. 16 września została rozlokowana na lotnisku w Kisielewiczach koło Bobrujska, a 19 września rozpoczęła ataki szturmowe i współpracę z artylerią. Na jej wyposażeniu wówczas było 8 samolotów: 5 LVG C.V, Albatros J.I, DFW C.V i Rumpler C.VII; w październiku doszedł myśliwiec Fokker E.V. Brak środków łączności radiowej zmuszał wojska do używania sygnalizacji przy pomocy płacht i rakiet.
Eskadra wykonywała też zadania dalekiego zwiadu, rozpoznając nawet w rejonie Homla.
27 września załoga w składzie: ppor. pil. Teofil Krzywik i ppor. obs. Wiktor Karczewski, wracając z bombardowania mostu kolejowego na Oli pod Turkowoją na samolocie Rumpler C.VII, została zestrzelona i musiała przymusowo lądować na terenie zajętym przez wroga. Jeszcze tego dnia oficerowie przedostali się do polskich wojsk, zabierając ze sobą wymontowany z samolotu karabin maszynowy, lecz samolot został zniszczony (wymontowano z niego później silnik). Po raz kolejny ta sama załoga została zestrzelona 15 grudnia, lecąc nowym samolotem tego typu. Tym razem dostała się do bolszewickiej niewoli. Ppor. Krzywik zaginął, natomiast ppor. Karczewskiemu udało się zbiec i przedostać do bazy lotniczej, lecz z uwagi na odmrożenia, nie powrócił już do latania.
W okresie zimowym zmienił się charakter działań jednostki. Eskadra stała się bardziej niszczycielską niż, jak dotąd, obserwacyjną. Bombardowano węzły komunikacyjne, linie zaopatrzenia, a także bolszewickie pociągi pancerne. Na stacje kolejowe Żłobin i Rohaczów zrzucono ładunek około 6000 kg bomb.
Wykorzystując względny spokój na froncie, w okresie jesienno–zimowym eskadra prowadziła szkolenie personelu lotniczego i uzupełniała stany. Na dzień 1 lutego 1920 eskadra wchodziła w skład VII Grupy Lotniczej, posiadała 10 pilotów, 4 obserwatorów i 8 samolotów.

### 12 eskadra lotnicza/wywiadowcza
Wczesną wiosną 1920 nastąpiły zmiany organizacyjne. Eskadra została przemianowana na 12 eskadrę lotniczą, a niedługo potem na 12 eskadrę wywiadowczą.
Z końcem marca, na Froncie Litewsko-Białoruskim stacjonował 1 dywizjon lotniczy w składzie 1., 4. i 8 eskadra wywiadowcza oraz wielkopolski dywizjon składający się z 12. i 14 eskadry wywiadowczej oraz 13 eskadry myśliwskiej. Jeszcze w kwietniu lotnictwo Frontu zostało wzmocnione przez 4 dywizjon lotniczy w składzie 11. i 18 eskadry wywiadowczej. W maju w rejon frontu przybyły 10 eskadra wywiadowcza i 19 eskadra myśliwska. Naczelne dowództwo przydzieliło 4 Armii pięć eskadr, 1 Armii – trzy eskadry, a do 7 Armii włączono tylko jedną eskadrę.
12 eskadra wchodziła w skład 7 dywizjonu lotniczego, dysponowała 12 samolotami, z czego jedynie 6 było sprawnych. Taktycznie podporządkowana była 14 Wielkopolskiej Dywizji Piechoty.
Zmienił się też charakter działań eskadry.
Jej zasadniczym zadaniem było wsparcie z powietrza działań wojsk lądowych.
W dniach od 6 do 15 kwietnia eskadra wykonała 31 lotów bojowych, zrzucając na pozycje sowieckie ponad 1000 kg bomb. W działaniach tych wyróżniła się załoga sierż. Burzyński i ppor. Płachta, która od 9 do 11 kwietnia wykonywała dalekie loty wywiadowcze w rejon Rzeczycy.
W kolejnych dniach spadła nieco aktywność eskadry.
17 kwietnia załogi wzięły udział w prowadzonej przez kpt. Jurgensona wyprawie bombowej na skupiska sowieckich okrętów rzecznych i artylerii pod Berezyną. Przy silnym ogniu obrony przeciwlotniczej eskadra zrzuciła 600 kg bomb, a z wyróżnili się sierż. Burzyński i ppor. Płachta, którzy tego dnia wykonali dwa naloty.
W boju pod Szaciłkami eskadra wykonywała ataki szturmowe na bolszewicką piechotę. Współdziałała też z artylerią wykrywając dla niej cele.
Piloci latali także w nocy. Wykonywali przy tym zarówno zadania rozpoznawcze, jak i bombardierskie.
Na początku maja dowódca 4 Armii gen. Stanisław Szeptycki odwołał podporządkowanie taktyczne eskadr i podporządkował je bezpośrednio sobie. Wyznaczył też rejony działania eskadr. 12 eskadra wywiadowcza, wspólnie z 13 eskadrą operować miała w rejonie Bobrujska.
W tym czasie 12 eskadra stacjonowała w Kisielewiczach koło Bobrujska.
10 maja przeprowadzono nalot bombowy na lotnisko nieprzyjaciela w Pirjawczach, w którym wzięły udział trzy załogi 12 Eskadry (czwarta zawróciła z powodu awarii). Przeciwko nim wystartował klucz trzech myśliwców sowieckich Nieuport 24 z 1. Dywizjonu Myśliwskiego, dowodzony przez G. Sapożnikowa. Zestrzelony został samolot LVG C.V dowódcy eskadry kpt. Władysława Jurgensona z pchor. obs. Tadeuszem Dzierzgowskim na pokładzie (według polskich meldunków, przez ogień przeciwlotniczy nad Żłobinem, według radzieckich – przez myśliwiec Sapożnikowa). Obaj lotnicy trafili do niewoli. Dowódcę rozstrzelano, a pchor. Dzierzgowskiego uwolniono dopiero po zakończeniu działań wojennych.
Według niektórych publikacji, w tym czasie por. Jach na samolocie Oeffag D.3, działając na wypożyczonym z 13 eskadry myśliwskiej, zestrzelił w rejonie lotniska Sołtanowka sowieckiego Nieuporta, lecz brak jest o tym bliższych informacji
Jako że w drugiej dekadzie maja natężenie walk w rejonie Bobrujska było znacznie mniejsze niż na odcinku borysowskim, dwa samoloty eskadry z załogami: por. Jach i por. Loria oraz sierż. Jakubowski i pchor. Święcicki zostały oddane do dyspozycji dowódcy 4 Armii i przerzucone do Mińska do dyspozycji dowódcy 4 Armii. Załogi prowadziły loty w rejonie Borysowa, a po zlikwidowaniu wyłomu w pasie obrony 4 Armii powróciły do Bobrujska.
Czerwiec dla eskadr 7 dywizjonu rtm. Buckiewicza był okresem stosunkowo spokojnym. Na linii Berezyny walki ustały. W tym czasie 12 eskadra stacjonowała w Kisielewiczach koło Bobrujska.
Zachowywała przy tym dość dużą wartość bojową. Od 12 do 20 czerwca, wspólnie z 13 eskadrą myśliwską, przeprowadziła 15 lotów bojowych, a do końca czerwca prawie 30.
W końcu czerwca rozpoczęło się natarcie oddziałów sowieckich na linii Berezyny.
Ostatnim dniem aktywnej akcji lotniczej na linii Berezyny był 29 czerwca, gdy załogi 12 i 13 eskadry przeprowadziły łącznie siedem lotów wywiadowczych i szturmowych w rejonie przyczółków i przepraw nieprzyjaciela. Wobec przewagi przeciwnika, nastąpił odwrót wojsk polskich.Szybkie postępy wojsk sowieckich zmusiły eskadrę do wycofania się z bezpośrednio zagrożonej strefy.
Eskadra zmuszona była do częstych przegrupowań. Czyniono je na tyle sprawnie, że lotnicy zawsze mogli wspierać walczącą 14 Dywizję Piechoty aż do rejonu Białegostoku.
W pierwszych dniach lipca eskadra opuściła lotnisko Serebrianka i ruszyła do Baranowicz. W tym czasie z eskadry wydzielono czołówkę lotniczą pod dowództwem por. Bogdana Kwiecińskiego, w której aktywne były załogi: sierż. Filipiak i ppor. Szczudłowski, ppor. Karpiński i sierż. Jakubowski, a także pchor. Gallus, sierż. Leonard Hudzicki i sierż. Roman Święcicki.
Czołówka eskadry dysponowała w tym czasie tylko trzema samolotami.
16 lipca eskadra opuściła Baranowicze i wycofała się do Hajnówki. Tam w dniach 23 i 24 lipca wykonała kilka lotów bojowych i nadal wspierając 14 Dywizję Piechoty wyruszyła w kierunku Warszawy.
Spod Białegostoku, już samodzielnie, odleciała do Warszawy i zainstalowała się na lotnisku w Siekierkach.
Tam eskadra ta została przydzielona do dyspozycji nowo utworzonej 5 Armii gen. Władysława Sikorskiego i do 10 sierpnia wykonała jeszcze 20 lotów bojowych, przede wszystkim w rejonie Mławy i Działdowa.

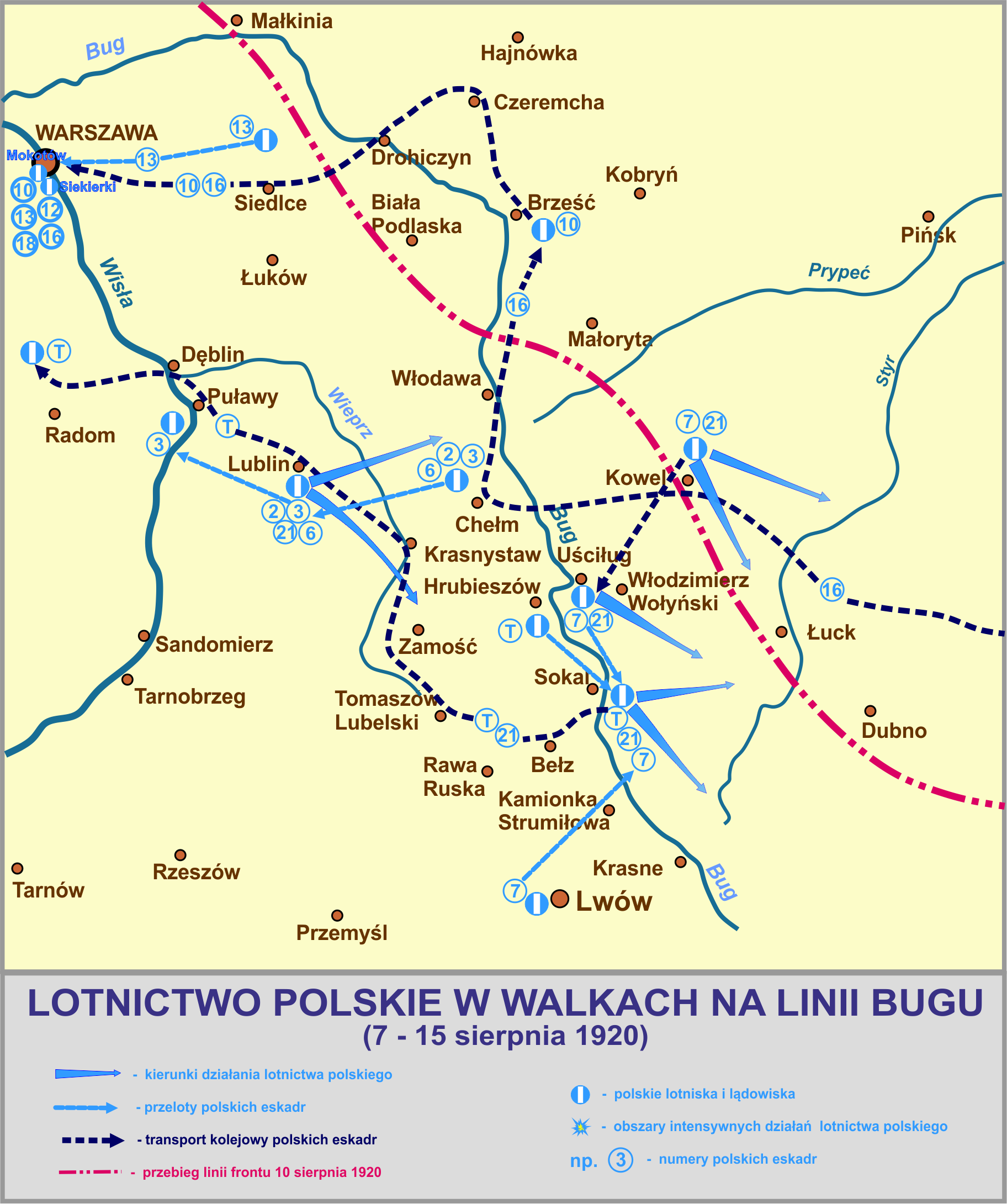

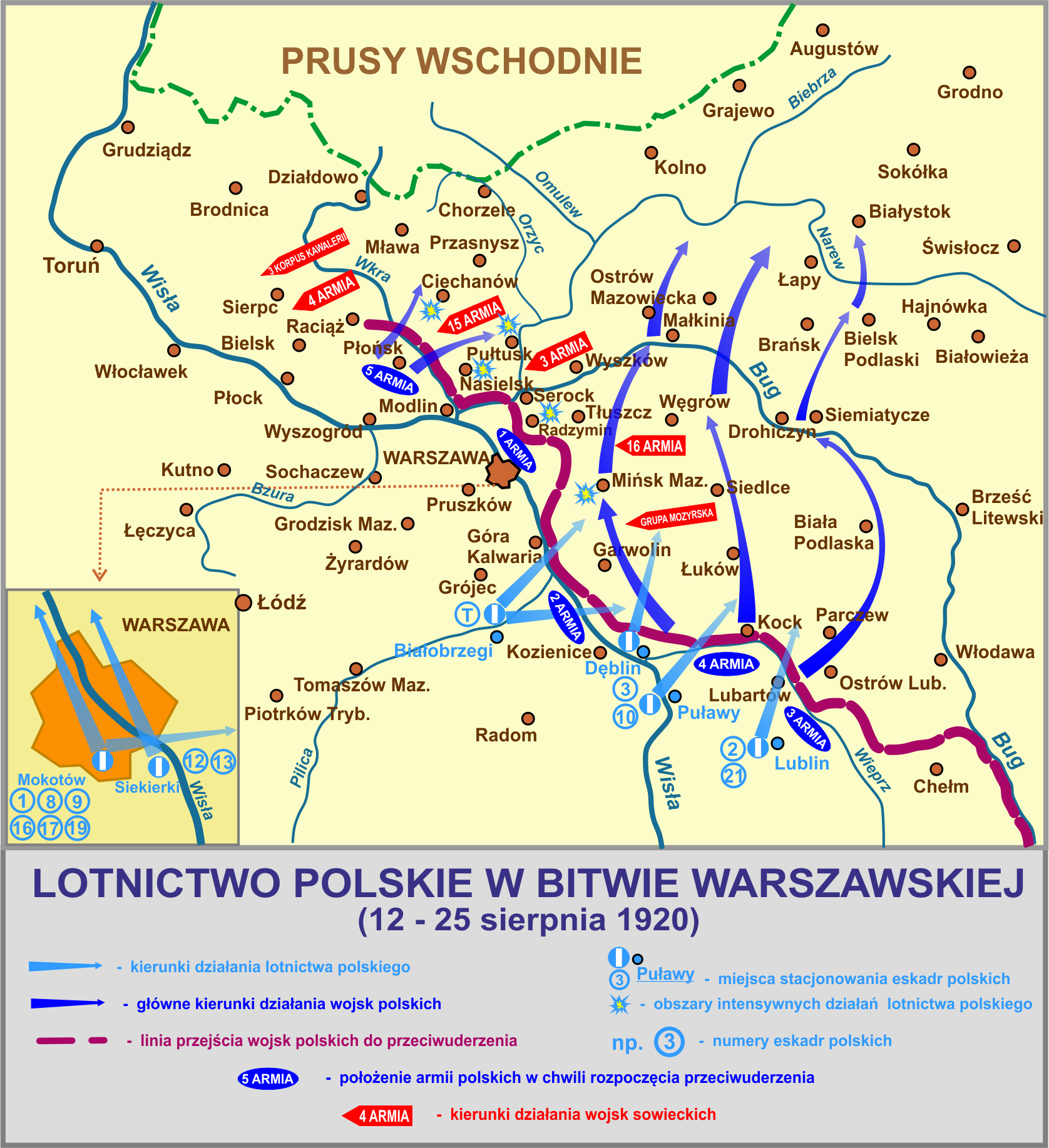

W ramach przygotowań do operacji znad Wieprza Naczelne Dowództwo Wojska Polskiego zarządziło koncentrację eskadr polskiego lotnictwa wojskowego w dwóch rejonach: lotnictwa 1. i 5 Armii – na lotniskach warszawskich (Mokotów i Siekierki), a lotnictwa 2., 3. i 4 Armii na lotniskach Radomia, Dęblina, Puław i Lublina.
Eskadra operacyjne weszła podporządkowanie dowództwa 5 Armii gen. Władysława Sikorskiego i broniła stolicy od północy operując w rejonach Mława – Działdowo. Posiadała wówczas 6 samolotów, głównie LVG C.V.
12 sierpnia zwalczała sowieckie przeprawy na Narwi i oddziały wroga w rejonie Pułtusk – Różan – Maków Mazowiecki.
W tym dniu został rozbity przy starcie samolot DFW C.V, pilot ppor. Henryk Kozanecki zginął, a ppor. Jerzy Roszkowski został ranny. Następnego dnia podczas ataków na bolszewickie wojska zestrzelony został jeden samolot, a załoga: sierż. obs. Leonard Hudzicki i sierż. pil. Alojzy Błażyński, dostała się do niewoli. W zamieszaniu jednak zbiegli, a następnie w żydowskich przebraniach dotarli do własnych pozycji.
Od 14 do 20 sierpnia załogi eskadry wykonały 38 lotów bojowych, zrzucając 875 kg bomb i wystrzeliwując 15 tysięcy nabojów, przez co eskadra oceniana jest jako najaktywniejsza z eskadr biorących udział w bitwie warszawskiej.
16 sierpnia oddziały 3. i 4 Armii rozpoczęły kontrofensywę. Tego dnia 12 eskadra wywiadowcza wspólnie z 1 eskadrą wywiadowczą i 13 eskadrą myśliwską zwalczały pozycje nieprzyjaciela pod Pułtuskiem. Poszczególne załogi tak długo ponawiały ataki, aż jednostki sowieckiej 3 Armii rozpoczęły odwrót. 17 i 18 sierpnia eskadra prowadziła działania szturmowe w rejonach Działdowa, 19 sierpnia w okolicach Sierpca, a 20 sierpnia pod Mławą i Bielskiem.
Po zakończeniu Bitwy Warszawskiej eskadra przeszła do działań bombowo-szturmowych.
25 sierpnia zakończyły się działania pościgowe za rozbitymi oddziałami sowieckimi. Na kilka tygodni nastąpiła stabilizacja linii frontu, a jednostki Wojska Polskiego, w tym lotnicze, przeszły kolejną reorganizację.
Po reorganizacji ugrupowanie wojsk polskich na północnym odcinku frontu składało się z 2. i 4 Armii. Zmienił się też przydział lotnictwa do poszczególnych związków operacyjnych. W skład lotnictwa 2 Armii wchodziły: 1., 12. i 16 eskadra wywiadowcza oraz 13 eskadra myśliwska. Eskadry 1. i 13. stacjonowała w Dojlidach, a eskadry 12 i 16 w Markowszczyznie.
W tym czasie w skład lotnictwa 4 Armii wchodziły tylko eskadry: 10. i 17 eskadra wywiadowcza. We wrześniu dołączyła 3 eskadra wywiadowcza 1 19 eskadra myśliwska. W tym czasie rejon bliskiego rozpoznania 2 Armii podzielono na dwie strefy: północną – dla 12 eskadry i południową – dla 1 eskadry.
Bazująca na lotnisku Markowszczyzna 12 eskadra prowadziła szczegółowe rozpoznanie sił i ugrupowania nieprzyjaciela na korzyść oddziałów wojsk lądowych. Już od 5 września jej załogi jako pierwsze zameldowały o podchodzeniu posiłków sowieckich i rozlokowaniu się znacznych sił wroga pod Grodnem na odcinku Lipsk–Kuźnica–Odelsk. W trakcie tych działań wykryto sześć baterii sowieckiej artylerii. W drugiej połowie września przygotowania do bitwy weszły w stadium końcowe. 12 eskadra rozpoznawała w tych dniach przeprawy nieprzyjaciela między innymi pod Migrowem.

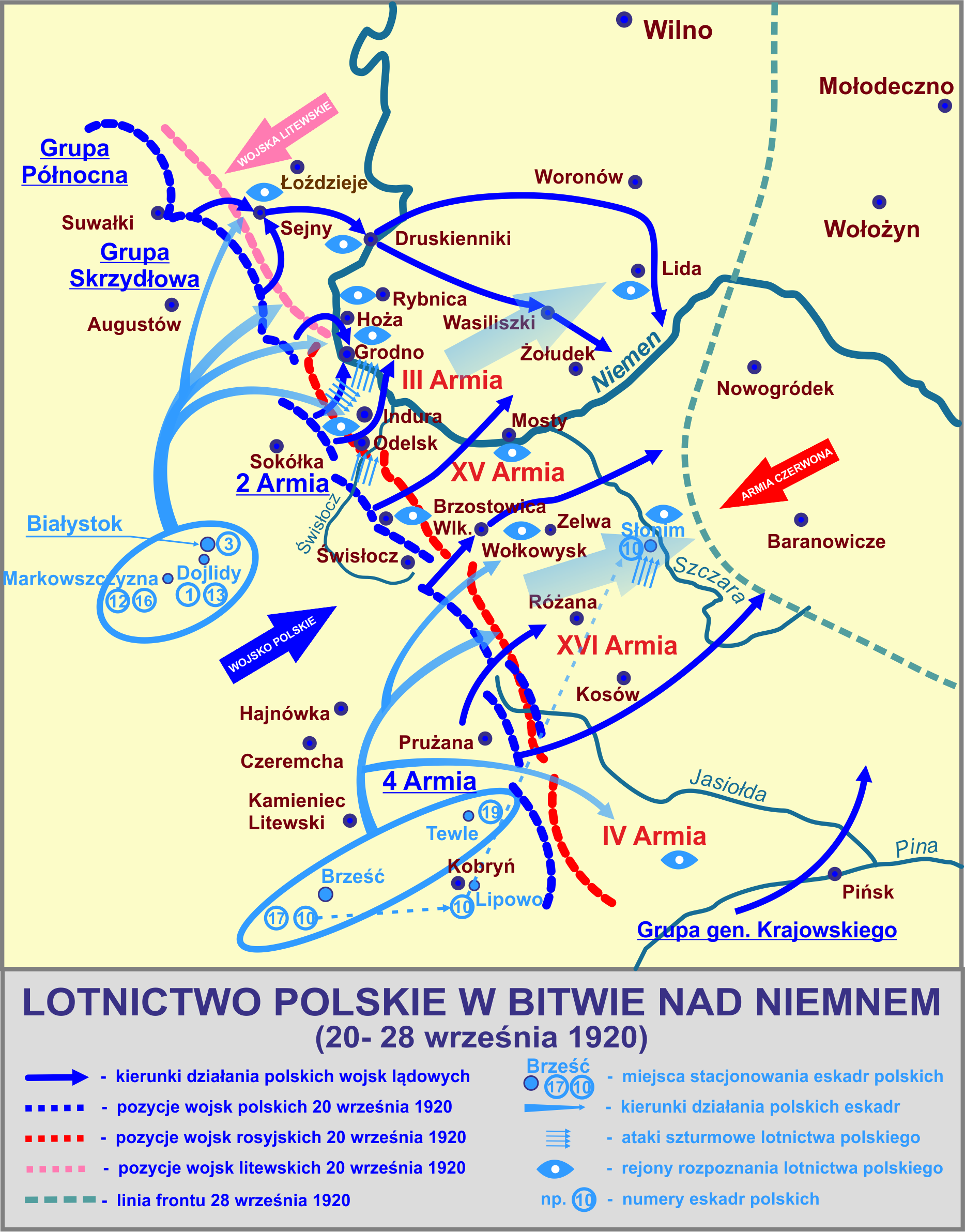

21 września rozpoczęła się bitwa nad Niemnem. W składzie 2 Armii brała udział w walkach nad Niemnem, w zdobyciu Grodna i zajęciu Lidy.
22 września podczas działań szturmowych na wycofujące się oddziały nieprzyjaciela, została zestrzelona załoga: sierż. Antoni Katarzyński i pchor. Kazimierz Szczepański. Pilot poległ, a obserwator w stanie ciężkim został odwieziony do szpitala. Kolejnym miejscem bazowania eskadry była Lida.
15 października eskadra wykonała swoje ostatnie loty bojowe swe ostatnie loty bojowe.
Po zawieszeniu broni, w listopadzie eskadra przegrupowała się do Wilanowa.
Ogółem eskadra wykonała 515 lotów bojowych przebywając 756 godzin w powietrzu. Zginęło 8 lotników.

## Eskadra w okresie pokoju
W 1921 weszła w skład powstającego 1 pułku lotniczego w Warszawie.
W lutym 1925, rozkazem Ministerstwa Spraw Wojskowych nr 2300/org., zapoczątkowano reorganizację lotnictwa wojskowego. Polegała ona między innymi na przeformowaniu eskadr wywiadowczych na „lotnicze” oraz zmianie ich numeracji. Pierwsza cyfra oznaczała numer pułku a następna – kolejność eskadry w pułku.
12 eskadra wywiadowcza przemianowana została na 12 eskadrę lotniczą.
Cztery lata później pododdział po raz kolejny przemianowany został na 12 eskadrę liniową. W marcu 1939 eskadra została rozformowana, a jej personel wcielony został do 215 dywizjonu bombowego.

## Żołnierze eskadry
| Dowódcy eskadry                                       | Dowódcy eskadry                           | Dowódcy eskadry                         |
| Stopień                                               | Imię i nazwisko                           | Okres pełnienia służby                  |
| ----------------------------------------------------- | ----------------------------------------- | --------------------------------------- |
| ppor. pil.                                            | Wiktor Pniewski                           | 13 II 1919 – 2 I 1920                   |
| por. obs.                                             | Maksymilian Kowalewski                    | 2 I – 3 III 1920                        |
| kpt. pil.                                             | Władysław Jurgenson                       | 3 III – 10 V 1920                       |
| por.                                                  | Witold Rutkowski                          | cz.p.o. V – VI 1920                     |
| por. obs.                                             | Maksymilian Kowalewski                    | VI 1920 – 1921                          |
| por. pil.                                             | Andrzej Chramiec                          | 1921 – 1922                             |
| kpt. pil.                                             | Aleksander Łaguna                         | 1922 – VII 1923                         |
| kpt. pil.                                             | Franciszek Rudnicki                       | VII 1923 – V 1924                       |
| kpt. obs.                                             | Konstanty Koziełło                        | V 1924 – IX 1925                        |
| Personel latający okresu wojny polsko – bolszewickiej |                                           |                                         |
| Obserwatorzy                                          | Obserwatorzy                              | Piloci                                  |
| por. obs. dr. Leon Loria                              | por. obs. dr. Leon Loria                  | kpt. pil. Władysław Jurgenson           |
| por. obs. Władysław Kowalewski (?imię)                | por. obs. Władysław Kowalewski (?imię)    | kpt. pil. Wacław Iwaszkiewicz           |
| por. obs. Maksymilian Kowalewski                      | por. obs. Maksymilian Kowalewski          | por. pil. Witold Rutkowski              |
| por. obs. Bogdan Baczyński                            | por. obs. Bogdan Baczyński                | ppor. pil. Teofil Krzywik               |
| ppor. obs. Andrzej Płachta                            | ppor. obs. Andrzej Płachta                | ppor. pil. Franciszek Jach              |
| ppor. obs. Bogdan Kwieciński                          | ppor. obs. Bogdan Kwieciński              | ppor. pil. Ludwik Piechowiak            |
| ppor. obs. Wiktor Karczewski                          | ppor. obs. Wiktor Karczewski              | ppor. pil. Wiktor Pniewski              |
| ppor. obs. Adam Karpiński                             | ppor. obs. Adam Karpiński                 | pchor. pil. Ludwik Halagiera            |
| ppor. obs. Leonard Komar                              | ppor. obs. Leonard Komar                  | pchor. / ppor. pil. Henryk Kozanecki    |
| ppor. obs. Jerzy Roszkowski                           | ppor. obs. Jerzy Roszkowski               | sierż. / pchor. pil. Antoni Katarzyński |
| pchor. obs. Tadeusz Dzierzgowski                      | pchor. obs. Tadeusz Dzierzgowski          | sierż. pil. Ignacy Makomaski            |
| pchor. obs. Antoni Grzybowski                         | pchor. obs. Antoni Grzybowski             | sierż. pil. Kazimierz Burzyński         |
| sierż. / ppor. obs. Kazimierz Szczepański             | sierż. / ppor. obs. Kazimierz Szczepański | sierż. pil. Bolesław Gallus             |
| sierż. obs. Roman Święcicki                           | sierż. obs. Roman Święcicki               | sierż. pil. Alojzy Błażyński            |
| sierż. obs. Jan Bielawski                             | sierż. obs. Jan Bielawski                 | sierż. pil. Józef Mühlnikiel            |
| sierż. obs. Kazimierz Malinowski                      | sierż. obs. Kazimierz Malinowski          | sierż. pil. Józef Napierała             |
| sierż. obs. Leonard Hudzicki                          |                                           |                                         |

## Wypadki lotnicze
- 15 grudnia 1919 podczas wykonywania zadania bojowego zginął ppor. pil. Teofil Krzywik[2].
- 10 maja 1920 w walce powietrznej zestrzelony został kpt. Władysław Jurgenson, który dostał się do niewoli i został w niej rozstrzelany, a obserwator pchor. Tadeusz Dzierzbowski do kraju powrócił dopiero po zawarciu rozejmu[35].
- 13 sierpnia 1920 wykonując lot bojowy zginął ppor. pil. Henryk Kazanecki, a jego obserwator ppor. Jerzy Roszkowski został ciężko ranny[35].
- 22 września 1920 wykonując zadanie bojowe zginął sierż. pil. Antoni Katarzyński, a ciężko ranny został obserwator ppor. Kazimierz Szczepański[35].

## Samoloty eskadry
Na wyposażeniu będącej w składzie 1 pułku lotniczego 12 eskadry wywiadowczej znajdowały się samoloty: Breguet 14 i Ansaldo 300

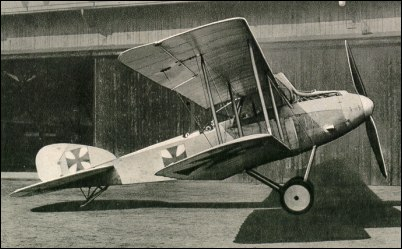
Albatros C.V
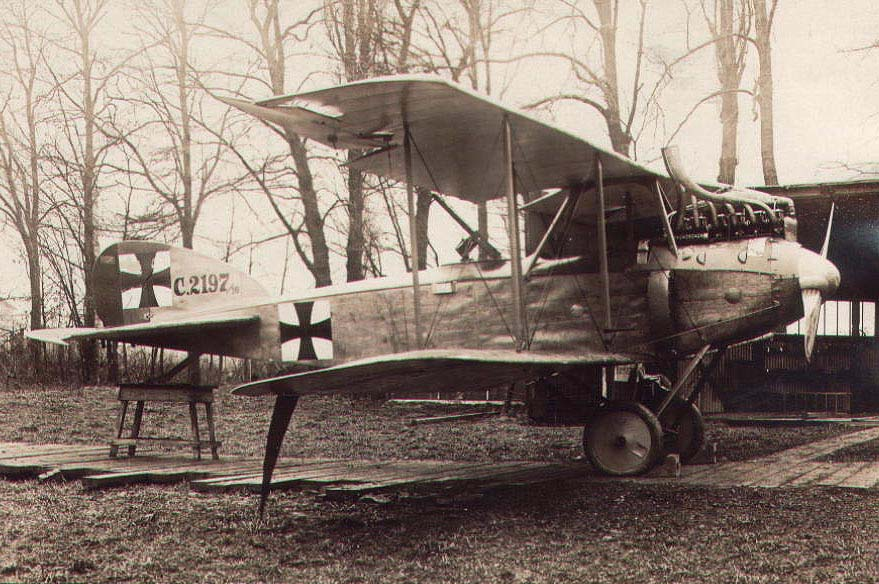
Albatros C.VII
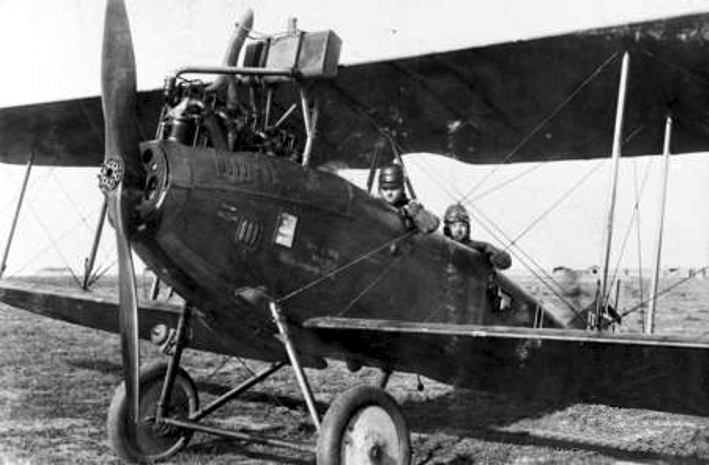
DFW C.V
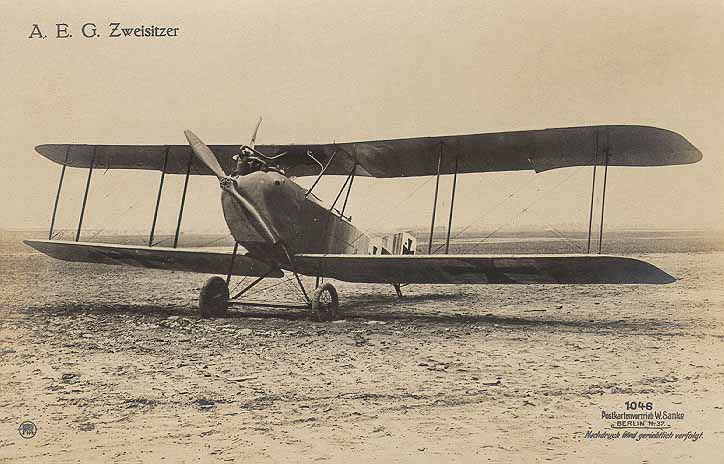
AEG C.IV
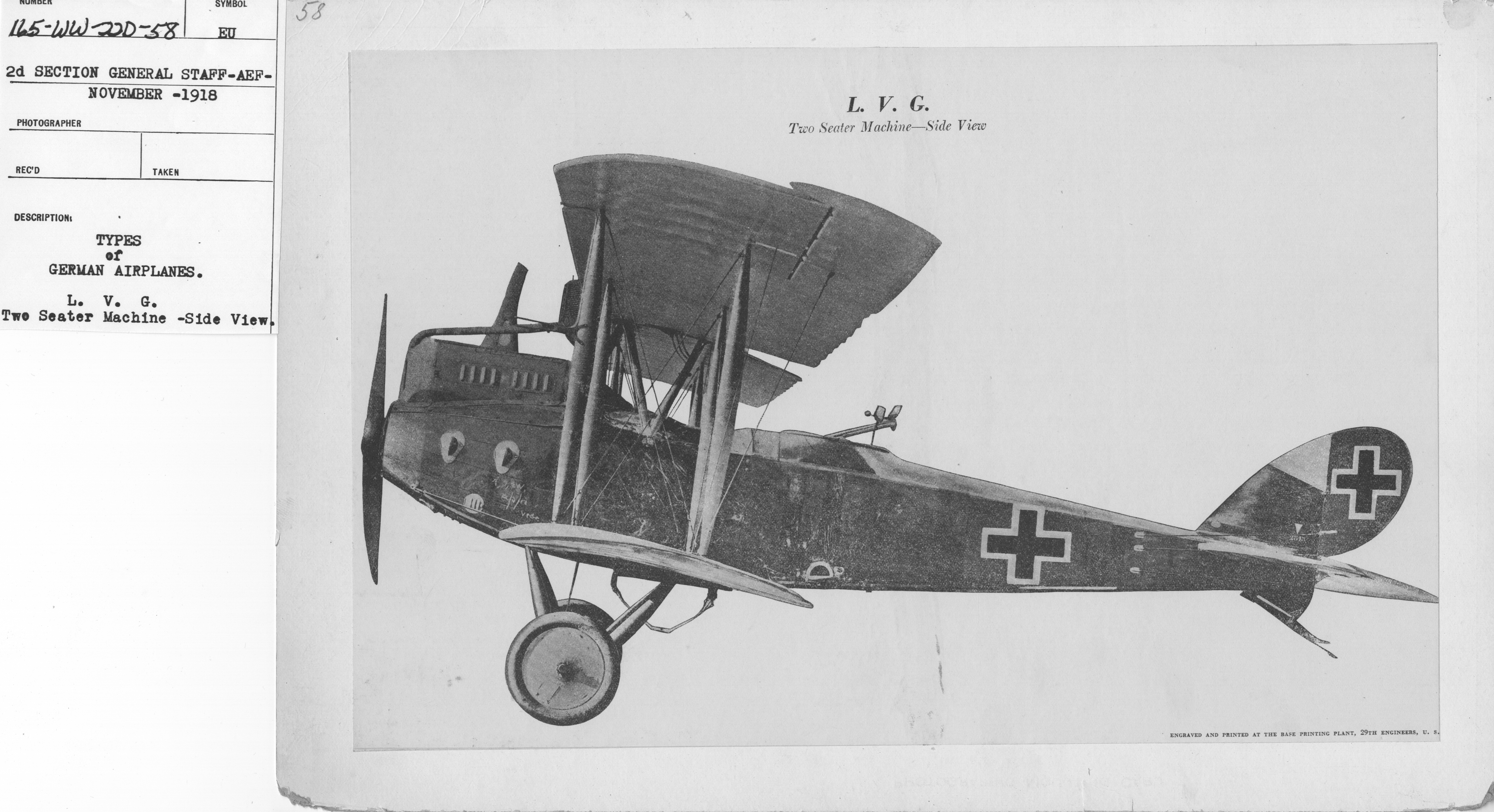
LVG C.V
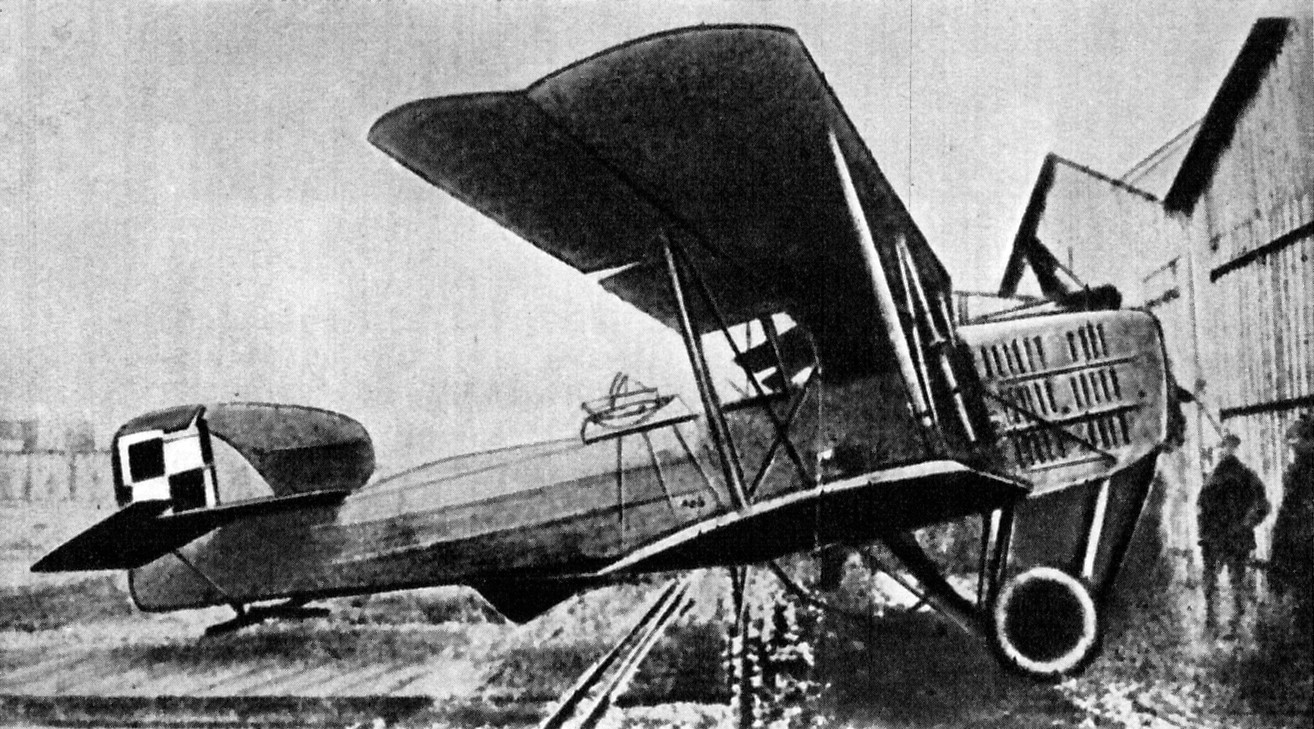
Breguet 14 B.2
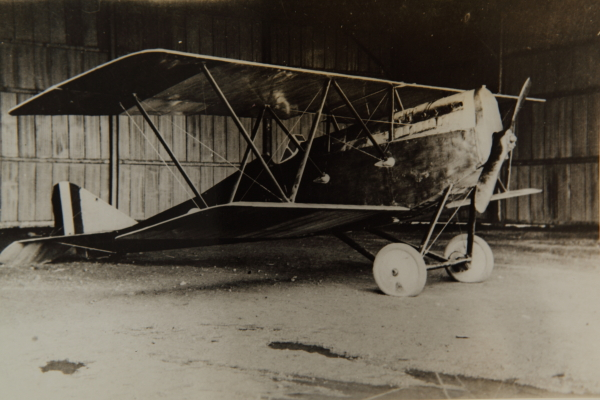
Ansaldo SVA-9
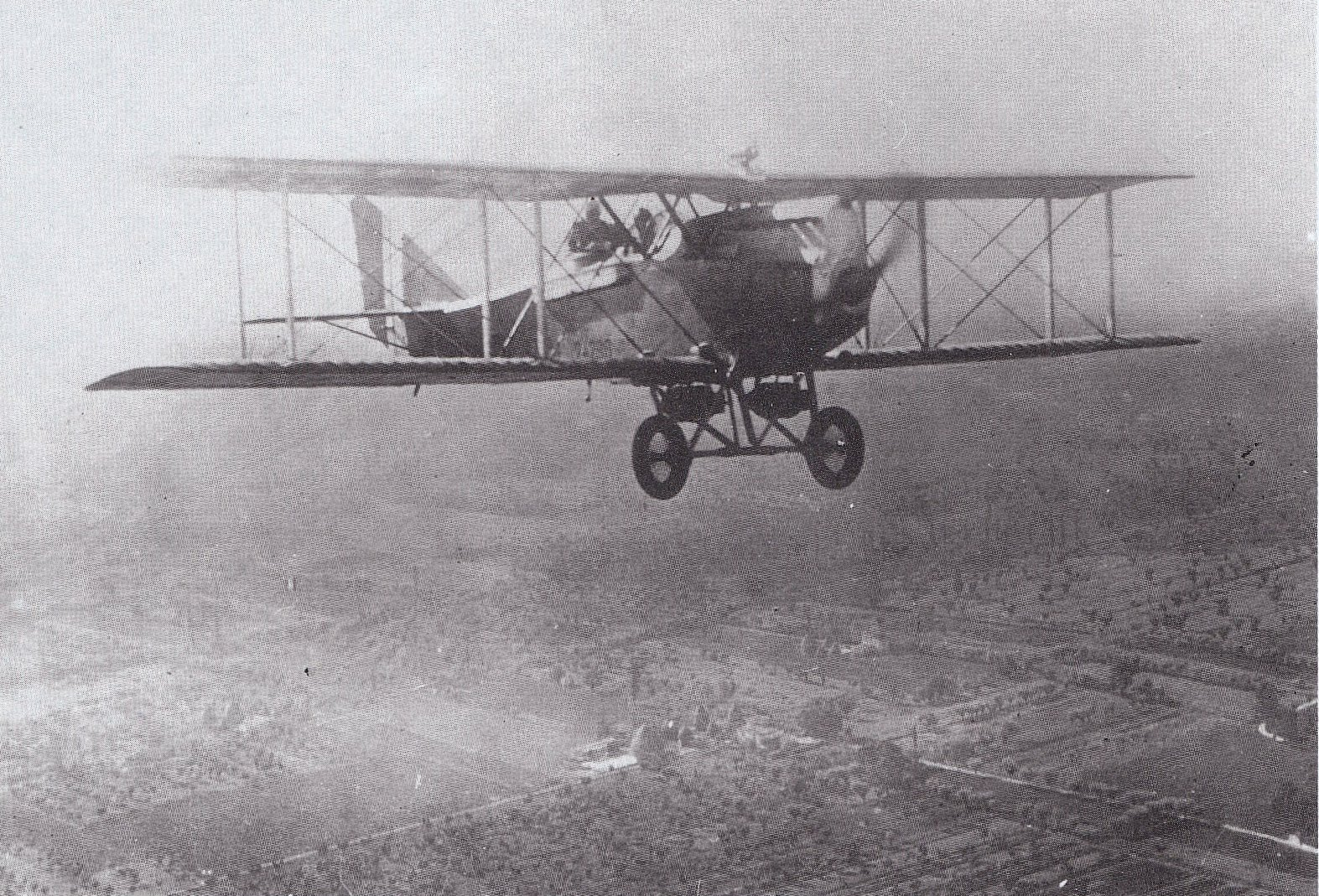
Ansaldo A.300

| Nazwy jednostki i daty sformowania, przeformowań i rozformowania | Nazwy jednostki i daty sformowania, przeformowań i rozformowania | Nazwy jednostki i daty sformowania, przeformowań i rozformowania | Nazwy jednostki i daty sformowania, przeformowań i rozformowania | Nazwy jednostki i daty sformowania, przeformowań i rozformowania | Nazwy jednostki i daty sformowania, przeformowań i rozformowania | Nazwy jednostki i daty sformowania, przeformowań i rozformowania | Nazwy jednostki i daty sformowania, przeformowań i rozformowania | Nazwy jednostki i daty sformowania, przeformowań i rozformowania |
| ---------------------------------------------------------------- | ---------------------------------------------------------------- | ---------------------------------------------------------------- | ---------------------------------------------------------------- | ---------------------------------------------------------------- | ---------------------------------------------------------------- | ---------------------------------------------------------------- | ---------------------------------------------------------------- | ---------------------------------------------------------------- |
| II 1919                                                          | 1 Wielkopolska eskadra polna                                     | 1920                                                             | 12 eskadra wywiadowcza                                           | 1925                                                             | 12 eskadra lotnicza                                              | 1929                                                             | 12 eskadra liniowa                                               | III 1939                                                         |